# Albrecht Hummel
Albrecht Hummel (* 11. Februar 1949 in Horburg) ist ein deutscher Sportpädagoge.

## Leben
Nachdem Hummel zunächst eine Ausbildung zum Elektromonteur absolviert hatte, studierte er von 1967 bis 1971 Sport und Geografie an der Pädagogischen Hochschule Potsdam sowie anschließend Sportwissenschaft mit dem Schwerpunkt Bewegungslehre/Sportmotorik. 1975 schloss er seine Doktorarbeit im Fach Sportwissenschaft ab und war danach an der Akademie der Pädagogischen Wissenschaften in Berlin tätig. 1982 habilitierte er sich im Bereich Allgemeine Didaktik/Hochschulpädagogik.
Ab dem Jahr 1990 war Hummel in Forschungsprojekten engagiert, die sich mit der Umwandlung von Kinder- und Jugendsportschulen der DDR in die schulischen Gegebenheiten der Bundesrepublik befassten.
Hummel wurde 1993 zum Professor für Sportpädagogik und Sportdidaktik an die Technische Universität Chemnitz berufen. Von 2000 bis 2006 war Albrecht Hummel Dekan der Philosophischen Fakultät der TU Chemnitz, von 2007 bis 2012 war er Prorektor für Lehre, Studium und Weiterbildung. 2014 wurde er emeritiert.
Zu seinen Forschungsschwerpunkten zählten der Schulsport, (auch im Zusammenhang mit Leistungssport und in sportgeschichtlicher Hinsicht in der DDR) „die Konzeption der körperlich-sportlichen Grundlagenbildung“, die Sportgeräte- und Sportstättenentwicklung, das Bewegungsverhalten von Kindern und Jugendlichen im Alltag sowie Sportentwicklungen in totalitären Gesellschaften.